# Ésik Róbert
Ésik Róbert (Szeged, 1976. december 24. –) magyar menedzser. 2014 óta Nemzeti Befektetési Ügynökség (HIPA) elnöke, 2017 óta a Nemzeti Versenyképességi Tanács tagja.

## Életpályája
1995-2001 között a Budapesti Közgazdaságtudományi és Államigazgatási Egyetemen (BKÁE) tanult. 1999–2000-ben francia egyetemi diplomát szerzett (Panthéon-Assas Egyetem - Université Panthéon-Assas (Paris 2) DESS en Techniques Financières et Bancaires).
Karrierjét Párizsban, az Alcatelnél kezdte, majd a Siemens Mobile regionális gazdasági vezetője is volt Ausztriában. 2010-től előbb a NokiaSolutions and Networks Kft. ügyvezető igazgatójaként, majd pedig az Amazon Web Services regionális üzletfejlesztési menedzsereként dolgozott.
2014. október 1-jétől ő  vezeti a külgazdaság élénkítésének egyik legfontosabb intézményét, a Nemzeti Befektetési Ügynökséget (HIPA).
2017. március 23-tól a Nemzeti Versenyképességi Tanács tagja.